# Dewi Yuliawati
Dewi Yuliawati, indonezijska veslačica, * 2. junij 1997.
Za Indonezijo je nastopila v enojcu na Poletnih olimpijskih igrah 2016 v Rio de Janeiru.